# غوستاف أرمغارث
غوستاف أرمغارث (1879 – 3 مارس 1930) هو مبارز بالسيف سويدي راحل، مثّل بلاده في الألعاب الأولمبية الصيفية 1912.

## روابط رياضية
غوستاف أرمغارث على موقع أوليمبيديا (الإنجليزية)
- غوستاف أرمغارث على موقع اللجنة الأولمبية السويدية (السويدية)